# Rosika Verberckt
Rosika Verberckt, née le 18 mai 1944 à Roulers, est une athlète belge.

## Carrière
Rosika Verberckt obtient la médaille d'or du 200 mètres aux Championnats de Belgique d'athlétisme 1967, la médaille d'or du 100 mètres aux Championnats de Belgique d'athlétisme 1968, la médaille d'or du 200 mètres haies aux Championnats de Belgique d'athlétisme 1970, 1973, 1975 et 1976 et la médaille d'or du 400 mètres haies aux Championnats de Belgique 1976.